# A Black Moon Broods Over Lemuria
A Black Moon Broods Over Lemuria è il primo album in studio del gruppo symphonic black metal britannico Bal-Sagoth, pubblicato nel 1995.

## Tracce
1. Hatheg Kla – 1:59
2. Dreaming of Atlantean Spires – 6:15
3. Spellcraft & Moonfire (Beyond the Citadel of Frosts) – 7:10
4. A Black Moon Broods Over Lemuria – 9:53
5. Enthroned in the Temple of the Serpent Kings – 5:09
6. Shadows 'Neath the Black Pyramid – 6:30
7. Witch-Storm – 5:07
8. The Ravening – 2:23
9. Into the Silent Chambers of the Sapphirean Throne (Sagas from the Antediluvian Scrolls) – 8:27
10. Valley of Silent Paths – 1:34

## Formazione

### Gruppo
- Byron Roberts – voce
- Chris Maudling – chitarra
- Jonny Maudling – batteria, tastiere

### Collaboratori
- Gian Pyres (aka John Piras) – chitarra in The Ravening
- Jason Porter – basso